# Відродження (Бахмутський район)
Відро́дження — село Бахмутської міської громади Бахмутського району Донецької області, Україна.

## Населення

### Мова
Розподіл населення за рідною мовою за даними перепису 2001 року:
| Мова       | Кількість | Відсоток |
| ---------- | --------- | -------- |
| українська | 139       | 50%      |
| російська  | 139       | 50%      |
| Усього     | 278       | 100%     |

1. ↑  Рідні мови в об'єднаних територіальних громадах України — Український центр суспільних даних